# گربر
گربر (انگلیسی: Gerber) شرکت ابزارسازی آمریکایی است، که در سال ۱۹۳۹ تأسیس شد.